# Il diario del vampiro (serie di romanzi)

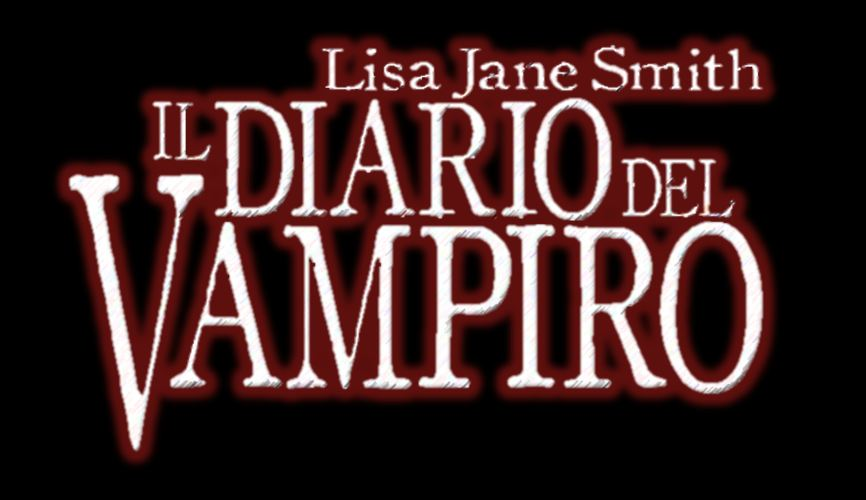
Logo italiano della serie di romanzi.

Il diario del vampiro (The Vampire Diaries) è una serie di romanzi urban fantasy iniziata nel 1991 dalla scrittrice statunitense Lisa J. Smith e in seguito proseguita da altri autori. Narra le vicende di Elena Gilbert, una diciassettenne coinvolta in un triangolo con due fratelli vampiri, Stefan e Damon Salvatore.
Dal ciclo di romanzi è stata tratta la serie televisiva The Vampire Diaries (trasmessa dal 2009), della quale Kevin Williamson è il produttore esecutivo e sceneggiatore, e un videogioco.

## Storia editoriale
Nel 1990, Lisa Jane Smith viene contattata da Elise Donner, un'agente di Alloy Entertainment, che le commissiona la prima trilogia (poi espansa in una quadrilogia) di The Vampire Diaries. La Smith scrive al computer una scena (quella di Elena, Meredith e Bonnie che decorano la palestra per una festa e la protagonista incontra Damon) e la invia tramite fax ad Elise, venendo così assunta dalla casa editrice per scrivere tre romanzi in nove mesi. La scena viene inserita nel primo romanzo senza cambiamenti, a parte quello della stagione (dall'inverno all'autunno), mentre vengono utilizzati come altri personaggi, riadattandoli, quelli di The Garden of Earthly Delights, un libro per adulti che la Smith stava scrivendo, ambientato nell'antica Persia.
La casa editrice le indica come sviluppare la storia affinché Elena e Stefan restino insieme. Nel 2009, l'autrice inizia a scrivere il secondo ciclo di The Vampire Diaries, intitolato The Return. A luglio 2010, firma un contratto per una nuova trilogia, The Hunters, terzo ciclo della serie, e termina di scrivere il primo libro che la compone, Phantom. Tuttavia, poiché la Smith decide di seguire le proprie idee, raccontando anche dell'amore che Elena prova nei confronti di Damon in The Return, quando, il 15 marzo 2011, invia la prima stesura di Phantom alla casa editrice, riceve una lettera con la quale viene informata di essere stata licenziata e sostituita da una ghostwriter, che scrive tutti i libri successivi della serie. La Smith ha dichiarato, rispondendo all'email di una fan, che, se non fosse stata licenziata, avrebbe scritto almeno altri cinque volumi.
A maggio 2013 comincia l'ultima trilogia, The Salvation, scritta da una scrittrice ancora diversa, Aubrey Clark.
Il 15 gennaio 2014, Lisa Jane Smith annuncia che continuerà a scrivere Il diario del vampiro in forma di fanfiction pubblicate tramite la piattaforma Kindle Worlds di Amazon.com. Questi romanzi non fanno però parte della serie ufficiale.

### In italiano
I libri scritti tra il 1991 e il 1992 vengono pubblicati in italiano da Newton Compton tra il 2008 e il 2009. Il primo libro del nuovo ciclo, Nightfall, pubblicato negli Stati Uniti il 10 febbraio 2009, in Italia è uscito il 25 giugno dello stesso anno. Nella versione in italiano, tuttavia, il volume unico di Nightfall è stato diviso in Il ritorno e Scende la notte. Nel mese di marzo 2010, in contemporanea con gli Stati Uniti, è uscita in Italia la prima parte del sesto romanzo, L'anima nera, e nel mese di giugno 2010, invece, è stata pubblicata la seconda parte, L'ombra del male. Il 20 ottobre 2011, viene pubblicata la prima parte di Midnight, Mezzanotte. Segue la seconda parte, L'alba, il 12 gennaio 2012. Il 7 giugno 2012 inizia il terzo ciclo, The Hunters, con la prima parte del primo volume, La maschera, seguito il 6 settembre dalla seconda, Fantasmi. Il 24 gennaio 2013 esce Il diario del vampiro - Luna piena, che, al contrario dei volumi precedenti, contiene l'intero Moonsong e non solo la prima metà. Anche i libri successivi hanno il medesimo trattamento. Il terzo ciclo, The Salvation, con il primo romanzo La salvezza, comincia in Italia il 28 novembre 2013, ma la scrittrice accreditata è sempre la Smith, e di Aubrey Clark non viene fatta menzione. Dal romanzo successivo, La vendetta, in copertina Lisa Jane Smith è indicata come creatrice.
L'intera serie ha venduto oltre 1 milione e 300 copie in Italia e più di 5 milioni nel mondo.

## Romanzi

### Primo ciclo
- Il diario del vampiro - Il risveglio (The Vampire Diaries: The Awakening).

Pubblicato in inglese nel 1991, in italiano l'8 giugno 2008.
- Il diario del vampiro - La lotta (The Vampire Diaries: The Struggle).

Pubblicato in inglese nel 1991, in italiano il 13 novembre 2008.
- Il diario del vampiro - La furia (The Vampire Diaries: The Fury).

Pubblicato in inglese nel 1991, in italiano il 5 febbraio 2009.
- Il diario del vampiro - La messa nera (The Vampire Diaries: Dark Reunion).

Pubblicato in inglese nel 1992, in italiano il 16 aprile 2009.

### Secondo ciclo:The Return
- Il diario del vampiro - Il ritorno (The Vampire Diaries. The Return: Nightfall[16], Chapters 1-20).

Pubblicato in inglese il 10 febbraio 2009, in italiano il 25 giugno 2009.
- Il diario del vampiro - Scende la notte (The Vampire Diaries. The Return: Nightfall[16], Chapters 21-39).

Pubblicato in inglese il 10 febbraio 2009, in italiano il 1º ottobre 2009.
- Il diario del vampiro - L'anima nera (The Vampire Diaries. The Return: Shadow Souls[16], Chapters 1-21).

Pubblicato in inglese nel 2010, in italiano il 18 marzo 2010.
- Il diario del vampiro - L'ombra del male (The Vampire Diaries. The Return: Shadow Souls[16], Chapters 22-44).

Pubblicato in inglese nel 2010, in italiano l'8 giugno 2010.
- Il diario del vampiro - Mezzanotte (The Vampire Diaries. The Return: Midnight[16], Chapters 1-21).

Pubblicato in inglese il 15 marzo 2011, in italiano il 20 ottobre 2011.
- Il diario del vampiro - L'alba (The Vampire Diaries. The Return: Midnight[16], Chapters 22-44).

Pubblicato in inglese il 15 marzo 2011, in italiano il 12 gennaio 2012.

### Terzo ciclo:The Hunters
Il ciclo The Hunters non è scritto da Lisa Jane Smith, ma da una ghostwriter. Smith ha scritto il primo romanzo, Phantom, ma la ghostwriter l'ha modificato, aggiungendo il vudù e introducendo Caleb Smallwood, cugino di Tyler, tra i personaggi principali.
- Il diario del vampiro - La maschera (The Vampire Diaries. The Hunters: Phantom, Chapters 1-21)

Pubblicato in inglese il 27 ottobre 2011, in italiano il 7 giugno 2012.
- Il diario del vampiro - Fantasmi (The Vampire Diaries. The Hunters: Phantom, Chapters 22-epilogue)

Pubblicato in inglese il 27 ottobre 2011, in italiano il 6 settembre 2012.
- Il diario del vampiro - Luna piena (The Vampire Diaries. The Hunters: Moonsong)

Pubblicato in inglese il 13 marzo 2012, in italiano il 24 gennaio 2013.
- Il diario del vampiro - Destino (The Vampire Diaries. The Hunters: Destiny Rising)

Pubblicato in inglese il 23 ottobre 2012, in italiano il 20 giugno 2013.

### Quarto ciclo:The Salvation
Questa trilogia è scritta da Aubrey Clark, già autrice della seconda trilogia de I diari delle streghe.
- Il diario del vampiro - La salvezza (The Vampire Diaries. The Salvation: Unseen)

Pubblicato in inglese il 2 maggio 2013, in italiano il 28 novembre 2013.
- Il diario del vampiro - La vendetta (The Vampire Diaries. The Salvation: Unspoken)

Pubblicato in inglese il 7 novembre 2013, in italiano il 19 giugno 2014.
- Il diario del vampiro - La rivelazione (The Vampire Diaries. The Salvation: Unmasked)

Pubblicato in inglese il 1º maggio 2014, in italiano il 6 novembre 2014.

### Spin-off:I diari di Stefan
Questo ciclo di romanzi non è stato scritto da Lisa Jane Smith. È un prequel della serie televisiva, narrato dal punto di vista di Stefan, che racconta del passato dei fratelli Salvatore, a partire dall'arrivo di Katherine a Mystic Falls. La prima trilogia è ambientata tra Mystic Falls, New Orleans e Manhattan alla fine del XVIII secolo, e la seconda è ambientata nella Londra negli anni ottanta dell'Ottocento.

#### Prima trilogia
- Il diario del vampiro - La genesi (The Vampire Diaries. Stefan's Diaries: Origins).

Pubblicato in inglese il 2 novembre 2010, in italiano il 18 gennaio 2011.
- Il diario del vampiro - Sete di sangue (The Vampire Diaries. Stefan's Diaries: Bloodlust).

Pubblicato in inglese il 4 gennaio 2011, in italiano il 24 marzo 2011.
- Il diario del vampiro - Strane creature (The Vampire Diaries. Stefan's Diaries: The Craving).

Pubblicato in inglese il 3 marzo 2011, in italiano il 1º giugno 2011.

#### Seconda trilogia
- Il diario del vampiro - Lo squartatore (The Vampire Diaries. Stefan's Diaries: The Ripper).

Pubblicato in inglese l'8 novembre 2011, in italiano il 21 febbraio 2013.
- Il diario del vampiro - Vite interrotte (The Vampire Diaries. Stefan's Diaries: The Asylum).

Pubblicato in inglese il 17 gennaio 2012, in italiano l'11 aprile 2013.
- Il diario del vampiro - L'incantesimo (The Vampire Diaries. Stefan's Diaries: The Compelled).

Pubblicato in inglese il 13 marzo 2012, in italiano il 2 maggio 2013.
Nel 2014 la casa editrice ha pubblicato le due trilogie in un unico volume, intitolato Il diario del vampiro - 6 romanzi in 1.

## Altri racconti
Sul proprio sito, Lisa J. Smith ha pubblicato alcuni racconti incentrati sui personaggi de Il diario del vampiro.
- Matt and Elena - First Date, 16 agosto 2010.
- Matt and Elena - Tenth Date: On Wickery Pond, 16 agosto 2010.
- An Untold Tale: Elena's Christmas, 19 dicembre 2010.
- Bonnie and Damon: After Hours, 19 giugno 2011.

Nel 2014, Lisa Jane Smith comincia a scrivere il suo sequel de Il diario del vampiro in forma di fanfiction pubblicate tramite la piattaforma Kindle Worlds di Amazon.com. Questi romanzi non fanno però parte della serie ufficiale e sono i seguenti:
- Evensong: Paradise Lost (23 gennaio 2014), Kindle Worlds
- Evensong: The War of Roses: Part 1 (23 gennaio 2014), Kindle Worlds
- Evensong: The War of Roses: Part 2 (TBA), Kindle Worlds
- Evensong: Into the Wood (TBA), Kindle Worlds

## Personaggi

### Personaggi principali
Elena Gilbert
Ha 17 anni, è molto attraente ed invidiata dai suoi coetanei. Presto, però, perde la sua popolarità, ma ritrova un'umanità che non aveva mai lasciato intravedere. È orfana dei genitori, morti in un incidente d'auto, e sua zia Judith ha abbandonato il lavoro per occuparsi di lei e della sorellina di quattro anni Margaret. L'anno prima Elena aveva avuto una relazione con Matt, che però lascia quando si accorge di non amarlo. Elena e Caroline entrano in competizione quando Stefan arriva a scuola, ma è Elena ad avere la meglio. Nonostante sia innamorata di Stefan, è anche irresistibilmente attratta da Damon. Muore in un incidente stradale e si trasforma in vampiro; muore una seconda volta nella lotta contro Katherine, ma torna in vita sei mesi dopo, sotto forma di spirito bambino. Dopo alcuni giorni torna del tutto umana, conservando però alcune caratteristiche degli angeli come il dono della telepatia e il potere delle sue ali. Ha lunghi capelli biondo oro e occhi azzurri come lapislazzuli. Nel corso delle vicende Elena riesce a diventare una persona più forte, sacrificandosi più di una volta per salvare le persone che ama di più.
Stefan Salvatore
È un vampiro di origine italiana, trasformato quando aveva 17 anni, nel 1500 circa. Ha capelli bruni, ondulati e occhi verdi; è schivo, gentile e tenta di non nutrirsi di sangue umano, ripiegando su quello animale, anche se così facendo i suoi poteri non sono molto forti. È stato trasformato dalla vampira che amava, Katherine, come il fratello. Stefan riesce a piegare al suo volere le menti altrui ma avendo sempre un margine di errore, non sa quanto possa durare o resistere un tale controllo. È innamorato di Elena, grazie alla quale ha dimenticato Katherine.
Damon Salvatore
È stato trasformato nel 1500 circa da Katherine, la donna che amava. Ha occhi neri e capelli dello stesso colore. È un vampiro assetato di sangue, che non esita ad uccidere per soddisfare i propri bisogni, amante delle donne e del gioco. I suoi poteri sono enormi, dato che si nutre continuamente di sangue umano ed ha promesso di rovinare il resto della vita del fratello a causa della loro creatrice Katherine. Può trasformarsi in corvo, in lupo e controllare le menti altrui. Come il fratello, è innamorato di Elena, ma vuole farne la sua regina delle tenebre; da qui il soprannome "principessa". Ha un interesse verso Bonnie, che ogni tanto chiama "uccellino" o "pettirosso". Col procedere della saga si affeziona sempre di più a lei, trovandosi a giudicarla come una delle poche persone che gli stiano a cuore.
Bonnie McCullough
Una delle migliori amiche di Elena, è minuta, con un volto a forma di cuore, grandi occhi color cioccolato e capelli rossi e ricci, la carnagione perlacea. Inizialmente, Bonnie viene rappresentata come un animo gentile, vulnerabile, sempre frizzante e insicura. Con il proseguire della storia, inizia a svilupparsi, sia come persona che per quanto riguarda i suoi poteri psichici, e diventa più matura. Bonnie romanticizza la propria morte, è vulnerabile alla bellezza maschile e alle attenzioni, in particolare a quella di Damon. Entro la fine della serie originale, Bonnie è diventata più stabile, concentrandosi sui problemi a portata di mano. Ha anche sorpreso se stessa un paio di volte con la propria perspicacia, utile contributo alla lotta contro Klaus. È una strega e una discendente dei druidi. Cerca sempre di mettere in guardia Elena, e ha visioni su di lei e sulla morte. Bonnie ha paura di Damon, ma a volte ne è attratta a causa degli atteggiamenti ambigui che il vampiro le rivolge.
Meredith Sulez
Un'altra amica di Elena, è alta, con la pelle olivastra ed i capelli scuri. Calma e posata, è capace di osservazioni acute, espresse generalmente con tono asciutto. Normalmente è fredda e imperturbabile, ed in grado di mantenere la calma in ogni situazione. Vive con i genitori Nando e Gabriella. Di nascosto dai suoi amici, è una cacciatrice di vampiri, lavoro svolto dalla maggior parte dei suoi avi, ma è all'oscuro della verità sull'attacco subito da lei e dai suoi nonni quando aveva tre anni: in quell'occasione, Klaus la trasformò in una mezza vampira, costringendola a bere una minima quantità di sangue animale alla settimana, pena la morte. Klaus prese con sé il suo gemello, Cristian, trasformandolo in un vampiro che continuò, però, a crescere. Meredith lo incontra di nuovo al college, ma il ragazzo è totalmente fedele a Klaus e la ragazza lo uccide. Sin dal loro primo incontro, si innamora di Alaric, con il quale si sposerà. È nata il 6 giugno.
Matt Honeycutt
Matt proviene da una famiglia non molto ricca; suo padre è morto. Gioca a football nella squadra del liceo nel ruolo di quarterback. È un ragazzo atletico e impulsivo, disposto ad aiutare chiunque ne abbia bisogno. Ex ragazzo di Elena, è ancora innamorato di lei e accetterà di nutrirla quando la ragazza si trasforma in un vampiro. È l'unico che cerca di stringere amicizia con Stefan appena arrivato a Fell's Church. Al college riesce a dimenticare Elena e si innamora di una sua compagna, Chloe Pascal, ma questa, diventata una vampira, si suicida. In seguito inizia a uscire con una dottoressa, Jasmine. Quando Elena torna ai tempi del liceo per cambiare il proprio destino ed evitare di morire, cambia anche la vita di Matt: questi, infatti, diventa un giocatore di football professionista e inizia una relazione con una ragazza di nome Jeanette. Il suo nome completo è Matthew Jeffrey Honeycutt.

### Personaggi secondari
Caroline Forbes
Ex-amica di Elena, punta a prendere il suo posto come regina del liceo di Fell's Church.
Tyler Smallwood
Ragazzo di Caroline, arrogante, sessista e violento, membro della squadra di football, ha dentro di sé il gene dormiente della licantropia, che risveglia uccidendo Sue Carson, una compagna di scuola, con l'aiuto di Klaus. Tyler si allea con quest'ultimo, ma, quando Klaus viene sconfitto, il ragazzo scappa da Fell's Church. Intanto, Caroline scopre di aspettare due gemelli licantropi, figli di Tyler. Dopo l'intervento di Elena alla Corte Celestiale, tutto quello che è successo dal primo arrivo di Klaus viene annullato, tranne la gravidanza. Tyler ritorna così umano e, riunitosi a Caroline, decide di formare una famiglia con lei e si trasferisce a casa della nonna della ragazza, che li aiuta a crescere i figli, Brianna e Luke. Suo padre è un avvocato.
Alaric Saltzman
È originario di Charlottesville e, all'inizio della serie, ha 22 anni (24 in The Hunters. Dopo l'omicidio del professor Tanner, arriva a Fell's Church come nuovo insegnante di storia europea, suo primo incarico. In realtà è uno psicologo sperimentale della Duke University, che studiando la parapsicologia si è imbattuto in una donna che sosteneva di essere stata attaccata da un vampiro e, dopo essersi interessato all'argomento, è stato chiamato in città come cacciatore. Si innamora di Meredith, che diventerà sua moglie.
Theophilia "Theo" Flowers
Strega, gestisce la pensione dove Stefan va ad alloggiare. Considerata dalla gente una donna eccentrica e per questo isolata da tutti, è molto anziana e ha più di cento anni. È in grado di parlare con il fantasma di sua madre, che chiama affettuosamente Mama.

### Antagonisti
Katherine Von Swartzschild
Nata in Germania nel 1500 circa dal barone Von Swartzschild, ha sempre avuto una salute cagionevole, che l'ha portata, alla fine, a contrarre una malattia terminale. La sua cameriera, Gudren, contattò Klaus, un vampiro, e lo convinse a trasformare la sua padrona. Successivamente si reca a Firenze, dove incontra e trasforma i fratelli Salvatore. Finge poi di essersi uccisa per porre fine alla rivalità fra i due fratelli, che si contendono il suo amore e le sue attenzioni, ma peggiora invece il loro rapporto: i due, infatti, finiscono con l'uccidersi a vicenda. Possiede grandi poteri, può infatti trasformarsi in gatto, gufo e tigre.
Klaus
È il vampiro che salva da morte certa Katherine e che poi tornerà a Fell's Church.
Shinichi e Misao
Kitsune gemelli millenari che vogliono distruggere Fell's Church, sono agli ordini della dea-volpe Inari; vogliono impossessarsi della città e rivendicare il Potere delle linee energetiche sulle quali sorge, dopo essersi divertiti con gli abitanti. Originari del Giappone, che si nutrono delle emozioni dei mortali, specialmente di quelle dolorose. Per questo motivo, sono particolarmente sadici e vendicativi. Nonostante il legame di parentela, sono innamorati l'uno dell'altra. Misao ha modi infantili e le piace molto giocare con le persone; Shinichi è ossessionato dalle fiabe, dall'antica poesia inglese, dalle canzoni popolari e da Elena, al punto da arrivare a catturare Stefan e a rinchiuderlo nella Dimensione Oscura per averla. Muoiono poiché si pentono delle loro azioni.
Spirito della gelosia
Spirito Originario proveniente dalla Luna Oscura del Mondo Sotterraneo, si nutre delle emozioni di invidia e gelosia che provano Elena e i suoi amici.
Ethan Crane
Vampiro e portavoce della Vitale Society, la confraternita segreta del Dalcrest College. Fu trasformato da una vampira creata da Klaus e la sua aspirazione è riportare in vita l'Antico per metterlo a capo di un grande esercito che muova guerra agli umani.

### Altri personaggi
Caleb Smallwood
Cugino di Tyler, è originario di New Orleans e i suoi genitori sono morti alcuni anni prima. Si trasferisce a Fell's Church, a casa degli zii, per scoprire dove sia finito il cugino. È uno stregone.

## Mitologia
Il mondo de Il diario del vampiro è popolato da creature soprannaturali non nuove alla cultura popolare, ma declinate con nuove modalità dall'autrice. Esse abitano sia nel mondo umano che in una dimensione propria, la Dimensione Oscura, governata dalla Corte Superiore.
- Vampiri: sono creature immortali che si nutrono di sangue per sopravvivere. Un tempo erano esseri umani, trasformatisi dopo aver bevuto il sangue di un vampiro ed essere morti avendolo ancora nelle vene. Appena mutati, sentono l'impulso di rispondere agli ordini del loro creatore, ma possono ribellarvisi. Hanno il battito cardiaco più lento[45] e sono dotati di poteri soprannaturali: telepatia, capacità di trasformarsi in animali, supervelocità, sensi affinati. Sono invulnerabili a qualsiasi materiale, tranne al legno; i vampiri più vecchi (gli Originari o Antichi) sono suscettibili solo al contatto con il legno del frassino bianco, specialmente se piantato in una notte di Luna e in determinate condizioni. I vampiri possono morire solo se trafitti al cuore da un paletto di legno o bruciati al fuoco o alla luce del Sole: per ovviare a quest'ultimo inconveniente, indossano dei lapislazzuli, che li proteggono, ma anche in questo caso l'esposizione ai raggi del Sole è molto stancante, soprattutto per i neovampiri[46]. Con la morte, i vampiri più anziani si trasformano in cenere, mentre quelli giovani si mummificano semplicemente. Secondo le conoscenze trasmesse nella Dimensione Oscura, non si reincarnano poiché non hanno un'anima, ma continuano a "vivere" come avventurieri o cacciatori di fortuna della zona più settentrionale della Dimensione Oscura, o vengono qui imprigionati dalla Corte Celestiale[47]. Al contrario dei vampiri tradizionali, non dormono in bare e possono riflettersi negli specchi. Un vampiro può essere resuscitato utilizzando una minima quantità di sangue di tutta la sua progenie, formata dai vampiri da lui stesso creati e da quelli che questi ultimi hanno trasformato[48].
  - Vampiri artificiali: sono creature create dalla società di ricerca Lifetime Solutions tramite una serie di esperimenti e operazioni chirurgiche effettuate sugli esseri umani, per rimpiazzare i vampiri tradizionali. Attraverso una deviazione dell'apparato circolatorio e una cura a base di melanina, sono immuni alla luce del Sole e ai paletti, e non muoiono neanche se il loro collo viene rotto. Grazie alla meditazione e al potenziamento degli inibitori della serotonina, sono capaci di mascherare la loro aura ai sensitivi, diventando praticamente irriconoscibili dai normali esseri umani[49]. I vampiri artificiali iniziarono ad essere sviluppati da Henrik Goetsch dopo che la fidanzata Linda si ammalò gravemente. Egli catturò l'Antica vampira Siobhan, innamorata di lui, affinché li trasformasse entrambi, ma ella rifiutò e scappò, uccidendo Linda. Deciso a vendicarsi, Goetsch utilizzò il sangue che aveva prelevato a Siobhan per sviluppare una nuova specie di vampiri che potesse uccidere quelli tradizionali. Per eliminare anche i vampiri artificiali una volta completata la loro missione, sintetizzò un veleno di colore blu.
- Streghe: sono donne dotate di poteri psichici. Possono, infatti, percepire l'aura delle persone (se sono, cioè, buone o malvagie) e i loro sentimenti, hanno doti di chiaroveggenza e telepatia e possono usare la magia. Sono creature mortali e possono morire per le stesse cause di un essere umano.
- Licantropi: sono uomini e donne che, alla luce della Luna piena, si trasformano in creature a metà tra l'essere umano e il lupo. Mantengono la dote della parola e la posizione eretta, ma il loro corpo si ricopre di peli e acquisiscono una forza straordinaria. Con il procedere della storia, la metamorfosi diventa completa: questo significa che la persona assume un aspetto completamente animale. Si diventa licantropi dopo il morso di uno di loro o perché il gene è stato trasmesso dai genitori, ma la trasformazione non si attiva se prima non si uccide qualcuno. Esistono dei licantropi che non devono uccidere nessuno per trasformarsi: essi sono i membri del Branco Originario, i discendenti diretti dei primi lupi mannari. Tra le loro prerogative, la possibilità di non mutare aspetto con la Luna piena e di poterlo fare anche in sua assenza[50], e la capacità di costringere i vampiri a obbedirgli[51]. Sono anche meno aggressivi, e per questo vengono spesso inviati a difendere in segreto gli umani dalle altre creature soprannaturali. Anche quando sono in forma umana, i licantropi riescono a comunicare con i loro compagni trasformati[52]. La loro attività è regolata dall'Alto Consiglio dei Lupi, che, sin da quando sono cuccioli, li divide in branchi formati solo da maschi o solo da femmine per evitare distrazioni, specialmente se composti da individui giovani[53].
- Kitsune: sono demoni-volpe molto longevi, che possono assumere aspetto umano, volpino e a metà tra le due specie. Hanno cinque code finte nere con la punta rossa e una vera centrale con la punta bianca, la fonte del loro potere, che permette di leggere la mente, comunicare telepaticamente, controllare le piante e assumere l'aspetto di chiunque. Al loro servizio hanno i malach, creature tentacolari simili a insetti o a piante. Si nutrono delle emozioni degli esseri umani, in particolare di quelle dolorose. Conservano il loro Potere in hoshi no tama (sfere stellate) e possono morire solo se queste vengono distrutte, oppure se colpiti da proiettili d'argento o dal senso di rimorso (Peccato del Rimorso). Vengono particolarmente indeboliti se avvicinati al ferro.
- Demoni: i demoni non sono mai arrivati a Fell's Church, ma sono diffusi nella Dimensione Oscura. Nei romanzi compaiono sporadicamente e di loro si sa soltanto che sono scontrosi, molto forti e hanno la pelle color malva. In Destino, viene raccontato di un demone con le sembianze di un cane nero, che era riuscito a giungere sulla Terra, dove si nutriva del senso di colpa causato dall'adulterio.
- Spiriti: gli spiriti si dividono in due categorie, quelli nati sulla Terra e quelli nati nella Dimensione Oscura. I primi non sono molto forti, sono nati dalle emozioni e le possono intensificare o suscitare, ma si dissolvono appena vengono separati dalle emozioni di cui si nutrono. Gli spiriti nati nella Dimensione Oscura sono, invece, gli spiriti Originari, che possono prosciugare la forza vitale. Gli spiriti Originari furono imprigionati sulla Luna Oscura del Mondo Sotterraneo dalle Guardiane. L'unico spirito a comparire nella serie è lo spirito Originario della gelosia: esso ha sembianze di donna, è alto più di un essere umano ed è composto da ghiaccio e nebbia; il suo cuore è una rosa color rosso scuro.

### Luoghi
- Fell's Church
- Dimensione Oscura (Dark Dimension): è un pianeta immaginario a cui si accede utilizzando dei cancelli, chiamati Kimon Gate o, più spesso, Demon Gate, situati a migliaia sulla Terra sull'incrocio tra linee energetiche. La maggior parte di essi è stata chiusa o è caduta in disuso dopo l'arrivo degli europei e la scomparsa dei nativi americani. La Dimensione Oscura ha tre suddivisioni: la Città delle Tenebre nell'emisfero superiore, simile ad un limbo, governata da una dozzina o una quindicina di castelli e casati, nella quale gli umani sono fatti schiavi; il Mondo Sotterraneo nell'emisfero inferiore, un luogo freddo fatto di ghiaccio e neve, che corrisponde all'Inferno ed è governato dalla Corte Infernale; la Corte Celestiale, o Altro Lato, a sud della Dimensione Oscura, che corrisponde al Paradiso ed è governata da un triumvirato, i Giudici Supremi. Dalla Corte Celestiale provengono le Guardiane Celesti o Primarie, che impongono l'ordine sulla Dimensione Oscura e lo custodiscono.

## Opere derivate

### Serie televisiva
Il 6 febbraio 2009 il canale televisivo The CW annunciò l'inizio delle riprese di The Vampire Diaries, serie televisiva che prende ispirazione dai romanzi, della quale Kevin Williamson è il produttore esecutivo e sceneggiatore.

### Videogioco
Nel 1996 American Laser Games, Inc. distribuì il videogioco di avventura grafica The Vampire Diaries, sviluppato da Her Interactive.

## Premi
- 2010 - Nickelodeon Kids' Choice Awards
  - Candidatura come miglior libro[54]